# Pethia erythromycter
Pethia erythromycter (Kullander, 2008) è un pesce di acqua dolce appartenente alla famiglia Cyprinidae.

## Distribuzione e habitat
Proviene da piccoli stagni e laghi del Myanmar. Nuota in zone ricche di vegetazione acquatica. Il suo areale è abbastanza ristretto.

## Descrizione
Presenta un corpo compresso lateralmente, non particolarmente allungato, con la testa dal profilo appuntito. Le pinne sono trasparenti. Somiglia molto ai più grandi Puntius ornatus e Puntius yuensis e a Puntius nankyweensis, dotato di barbigli. Sul peduncolo caudale è presente una macchia nera. Gli esemplari maschili si distinguono per l'area attorno alla bocca, che è rossa. Da questa macchia deriva anche erythromycter, dal greco erythros, rosso, e mykter, naso.
Non supera i 3.3 cm.

## Riproduzione
È oviparo e non ci sono cure nei confronti delle uova. La fecondazione è esterna.

## Conservazione
Non sembra essere minacciato da particolari pericoli, quindi viene classificato come "a rischio minimo" (LC) dalla lista rossa IUCN.